# Лесное (Ямпольский район)
Лесно́е (укр. Лісне; до 2016 г. Коминте́рн) — село, Антоновский сельский совет, Ямпольский район, Сумская область, Украина.
Код КОАТУУ — 5925680203. Население по переписи 2001 года составляло 11 человек .

## Географическое положение
Село Лесное находится на берегу небольшой реки Ларионовка, которая через 3 км впадает в реку Ивотка.
На расстоянии в 1 км расположено село Скобычевское, в 2,5 км — село Антоновка.